# Manuel Balela
Manuel José Marques Pires, mais conhecido por Manuel Balela  (21 de Outubro de 1956) é um treinador de futebol Português.
Nascido em Faro, Manuel Balela conheceu apenas uma camisola durante toda a sua carreira enquanto jogador de futebol, a do clube da sua terra, o SC Farense. Na verdade, tendo feito toda a sua formação, dos iniciados aos juniores, no clube da capital do Algarve, Manuel Balela continuou a envergar, única e exclusivamente, o “jersey” do SC Farense durante 8 épocas consecutivas.
Após ter terminado a sua carreira futebolística, como jogador, Manuel Balela passou a ocupar o cargo de Treinador Adjunto do clube, tendo de imediato auxiliado o SC Farense na obtenção do título de Campeão da 2.ª Divisão, e correspondente subida à 1.ª Divisão Nacional, na época 19985/19986.
Na época 1989/1990, Manuel Balela obtém um feito único no historial do SC Farense e contribui para uma campanha absolutamente inesquecível para a cidade e para a região. O SC Farense chega à Final e Finalíssima da Taça de Portugal, para júbilo dos milhares de farenses e algarvios que se deslocaram, por duas vezes, ao Estádio Nacional.
Em virtude do seu contributo para tão memorável campanha, Manuel Balela vem a ser distinguido com a Medalha de Mérito, atribuída pelo Governo Civil de Faro.
Balela tem a sua primeira experiência como Treinador Principal como responsável máximo da Selecção do Algarve. A partir do momento em que deu início à sua carreira como Treinador Principal, Manuel Balela começou a pôr em prática todos os ensinamentos assimilados através de toda a sua experiência profissional como Jogador e Treinador Adjunto, tendo-se preparado tecnicamente ao mais alto nível, obtendo o Curso de Treinador de 4.º Nível e passando a ser, desde 1993, Formador Residente da Associação de Futebol do Algarve.
Como Treinador Principal, Manuel Balela treinou clubes como o Louletano,Wydad Casablanca, Kawkab Marrakech(com o qual se sagrou Campeão da Taça da Confederação de Futebol Africano (CAF)), SC Olhanense, União da Madeira e o SC Farense.
Na época 2009-2010, Manuel Balela foi convidado para a equipa técnica do Dong Tam Long An FC, clube Vietnamita, tendo cumprido na plenitude todos os objectivos a que se tinha proposto.
Manuel Balela foi distinguido em 2003, pela Associação Nacional de Treinadores, com o Prémio “Cândido de Oliveira”, tendo ainda sido distinguido em 2009, pela mesma associação, com o Prémio “José Maria Pedroto”.

## Feitos
- Campeão da Taça da Confederação Africana de Futebol pelo Kawkab Marrakech
- Duas subidas à 1.ª Liga pelo SC Farense
- Subida a Liga de Honra pelo União de Madeira
- Subida a Primeira Divisão do Marrocos pelo Kawkab Marrakech